# 長壽長江大橋
长寿长江大桥是重庆市长寿区的跨越长江上的一座公路桥梁。大桥北接 319国道线及长寿城区，南为长寿区江南街道及重钢迁建新址，全长1160米，双向四车道。大桥于2005年9月28日开工，于2009年3月30日建成通车。

## 技术参数
大桥全长1146m，为混凝土双塔斜拉桥，主跨450m，桥宽20.5m，双向四车道，设计时速60km/小时。